# Байрам-хан
Байрам-хан (*1501 —31 січня 1561) — політичний та військовий діяч часів перших падишахів Великих Моголів.

## Життєпис
Походив з туркменського роду Кара-коюнлу. Його предки були спадковими військовими. Службу розпочав у 14 років. Спочатку перебував у війську шаха Персії. Знаходився у війську, яке шах Ісмаїл у 1517 році віправив на допомогу Бабуру, щоб той захопив Самарканд та Бухару. після невдачі Байрам-хан залишився на службі Бабура. Брав участь у військових походах останнього проти держав на території сучасного Афганістану. У 1525 році був учасником військової кампанії проти династії Лоді. Відзначився у битвах при Паніпаті у 1526 році, Кханві у 1527 році (проти раджпутів на чолі із Санграм Сінґхом), при Гагрі у 1529 році (в Бенгалії). Після смерті Бабура у 1530 році стає одним з найближчих помічників Хумаюна. Бере участь у походах до Гуджарата, Мальви. Отримує посаду мурдара (хранителя печатки).
У 1537 році разом із Хумаюном рушив до Бенгалії. Втім нерішучі дії падишаха призвели до невдачі й відступу до м.Каннаудж. Байрам-хан у 1539 році звитяжно бився у вирішальній битві при Чаусі проти Шер Шаха Сурі, де могольське військо було розбито й Байрам-хан потрапив у полон. Шер Шах запропонував йому перейти до нього на службу, проте Байрам-хан відмовився й при нагоді втік до Раджпутани, де невдовзі приєднався до Хумаюна.
Разом із Хумаюном відступив до Персії, де вони отримали допомогу від шаха. У 1545 році Байрам-хан очолив військо моголів, які рушили повертати раніше втрачені землі Хумаюна. Спочатку було захоплено Кандагар й Кабул. Й лише у 1555 році розпочався похід до Індії. Байрам-хан вщент розбив при Сірхінді (Пенджаб) Сікандар-шаха Сурі. Після цього було захоплені важливі міста Делі та Аґра.
Остаточно влада на північною Індією перейшла до моголів відбулася після другої битви при Паніпаті у 1556 році. Поступово були підкорені усі землі до Бенгалії.
В цей час Хумаюн вже загинув й номінальним падишахом був Акбар. Втім уся влада зосередилася в руках Байрам-хана. Для зміцнення свого становища оженився на Селімі-бегум, небозі Хумаюна. Водночас викликав ненависть сановників-суннітів тим, що сам був шиїтом. У 1558 році Байрам-хан призначив шейха Ґадаї, який був шиїтом, садр-ус-судуром (головою усіх казі й керівником земель мусульманської громади й духівництва). Разом з тим невдоволенням ним виявив падишах Акбар, який залишався номінальним правителем. Тому у 1560 році Акбар заявив, що перебирає до себе владу, а Байрам-хану наказав здійснити хадж до Мекки.
Втім Акбар побоювався впливу Байрам-хана. Тому спровокував того на повстання, призначивши супровідником до Мекки давнього ворога Пір Мухаммеда Ширвані. Ображений діями останнього Байрам-хан повстав. Біля Джалландхара зазнав поразки й потрапив у полон. Акбар пробачив Байрам-хана й надав йому почет до Мекки, проте 31 сучня 1561 року його було вбито в Патані (Гуджарат) афганцем Газі Ханом Меваті. Проте його син Абдул Рахім не постраждав й був прийняти до двору падишаха.